# Еър Форс (остров)
Остров Еър Форс (на английски: Air Force Island) е 28-ият по големина остров в Канадския арктичен архипелаг. Площта му е 1720 км2, която му отрежда 36-о място сред островите на Канада. Административно принадлежи към канадската територия Нунавут. Островът е необитаем.
Островът се намира в източната част на басейна Фокс, на 20 км от западния бряг на остров Бафинова земя. На запад 11-километровият проток Кокрам го отделя от остров Принц Чарлз, а на север затваря залива Уърди.
Дължината на бреговата е линия е 201 км и е много слабо разчленена. От запад на изток островът е дълъг 62 км, а ширината му от север на юг е 30 км. Релефът е равнинен с максимална височина едва 21 м. Целият остров е изпъстрен със стотици малки езера и блата.
Остров Еър Форс е един от последните открити острови в Канадския арктичен архипелаг. Заедно със съседните два острова Принц Чарлз и Фоули е открит през 1948 г. от канадския военен пилот Албърт-Ърнест Томкинсън и е кръстен на Канадските кралски военновъздушни сили (Royal Canadian Air Force). През лятото на следващата година островът е детайлно изследван и картиран от експедиция, възглавявана от Томас Манинг.
|  | Тази страница частично или изцяло представлява превод на страницата Air Force Island в Уикипедия на английски. Оригиналният текст, както и този превод, са защитени от Лиценза „Криейтив Комънс – Признание – Споделяне на споделеното“, а за съдържание, създадено преди юни 2009 година – от Лиценза за свободна документация на ГНУ. Прегледайте историята на редакциите на оригиналната страница, както и на преводната страница, за да видите списъка на съавторите. ВАЖНО: Този шаблон се отнася единствено до авторските права върху съдържанието на статията. Добавянето му не отменя изискването да се посочват конкретни източници на твърденията, които да бъдат благонадеждни. |